# Морозов, Виктор Алексеевич
Виктор Алексеевич Морозов (род. 1936) — советский хоккеист, нападающий.
В чемпионате СССР провёл восемь сезонов, выступая за ленинградские команды «Авангард» / «Кировец» (1955/56 — 1961/62) и «Спартак» (1962/63).